# Sapajus
Sapajus és un gènere de primats de la família dels cèbids que viuen a Sud-amèrica. Igual que els altres caputxins, són quadrúpedes arborícoles amb el cervell proporcionalment gros. Es nodreixen de fruita i invertebrats. Fan servir eines per obrir núcules. El gènere fou descrit a finals del segle xviii, però fou descartat durant molt de temps. A principis del segle xxi, fou recuperat per als caputxins «robusts» o «amb floc», fins aleshores classificats juntament amb els caputxins «esvelts» o «sense floc» en el gènere Cebus.